# Квітник

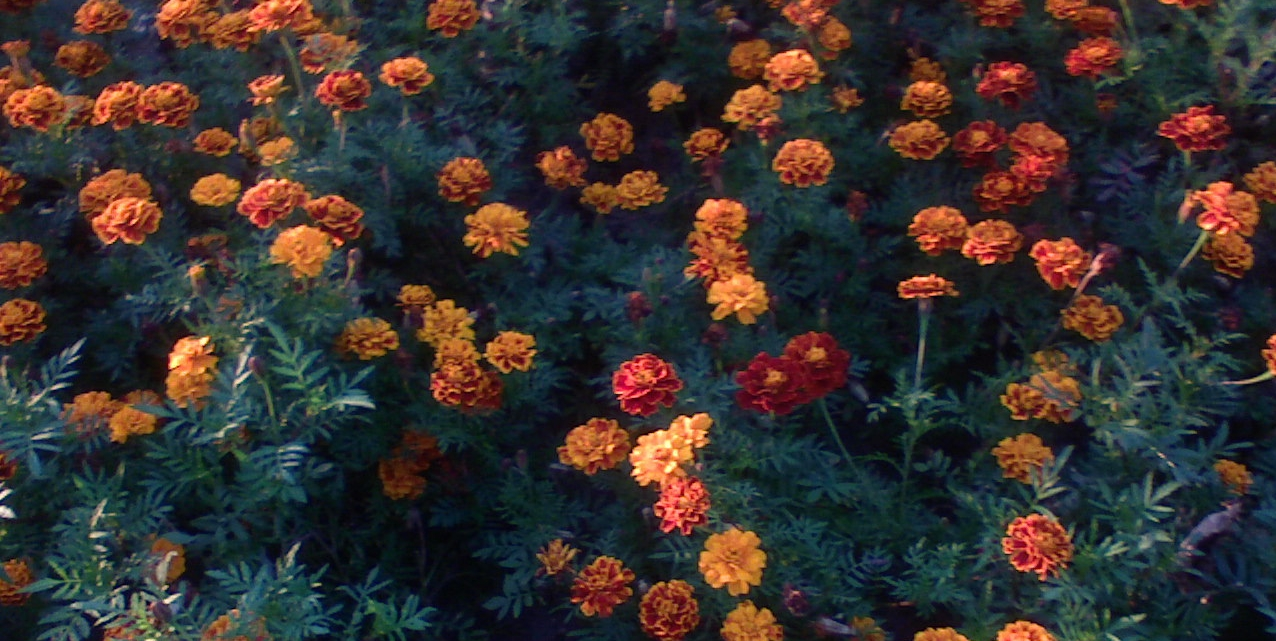

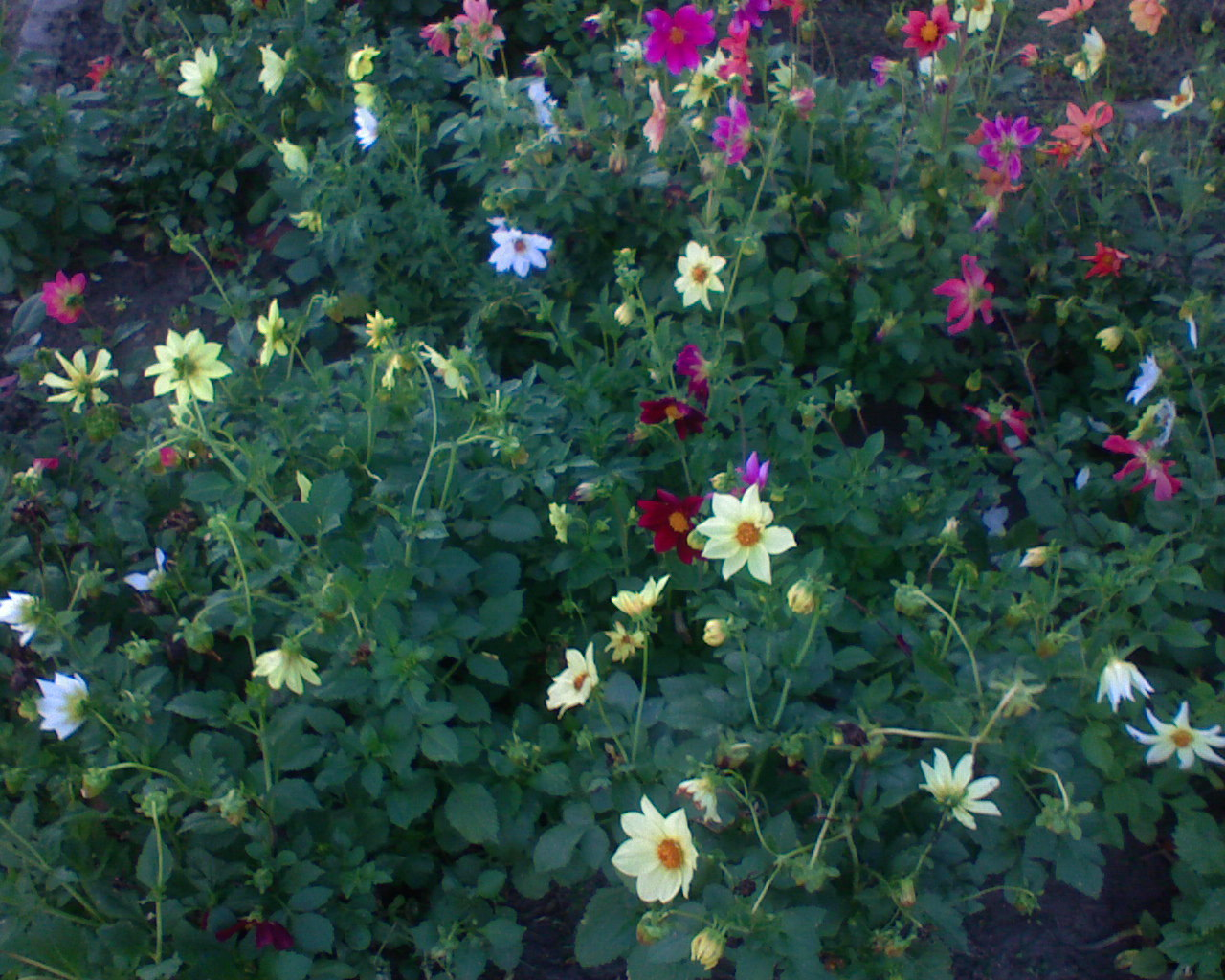

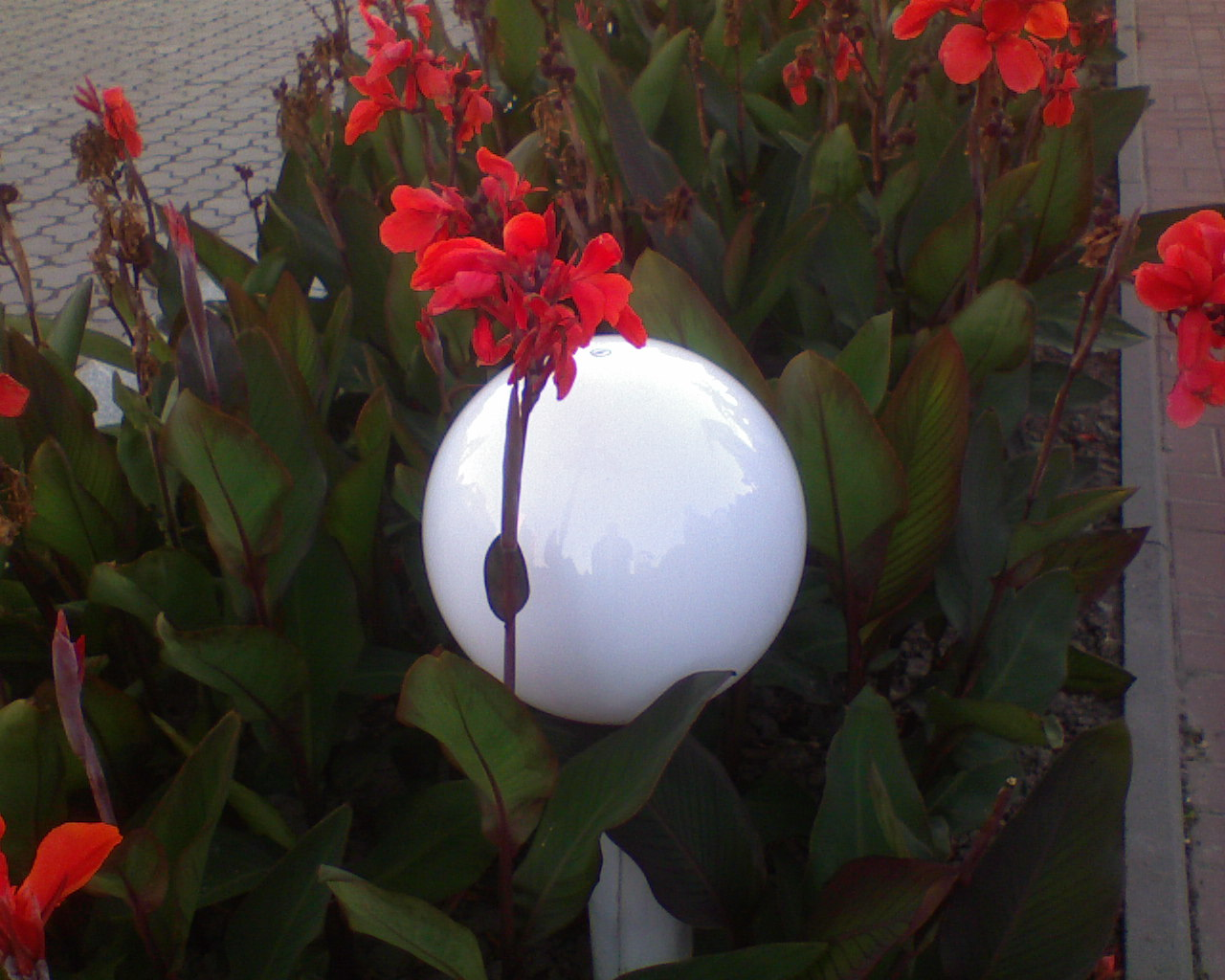

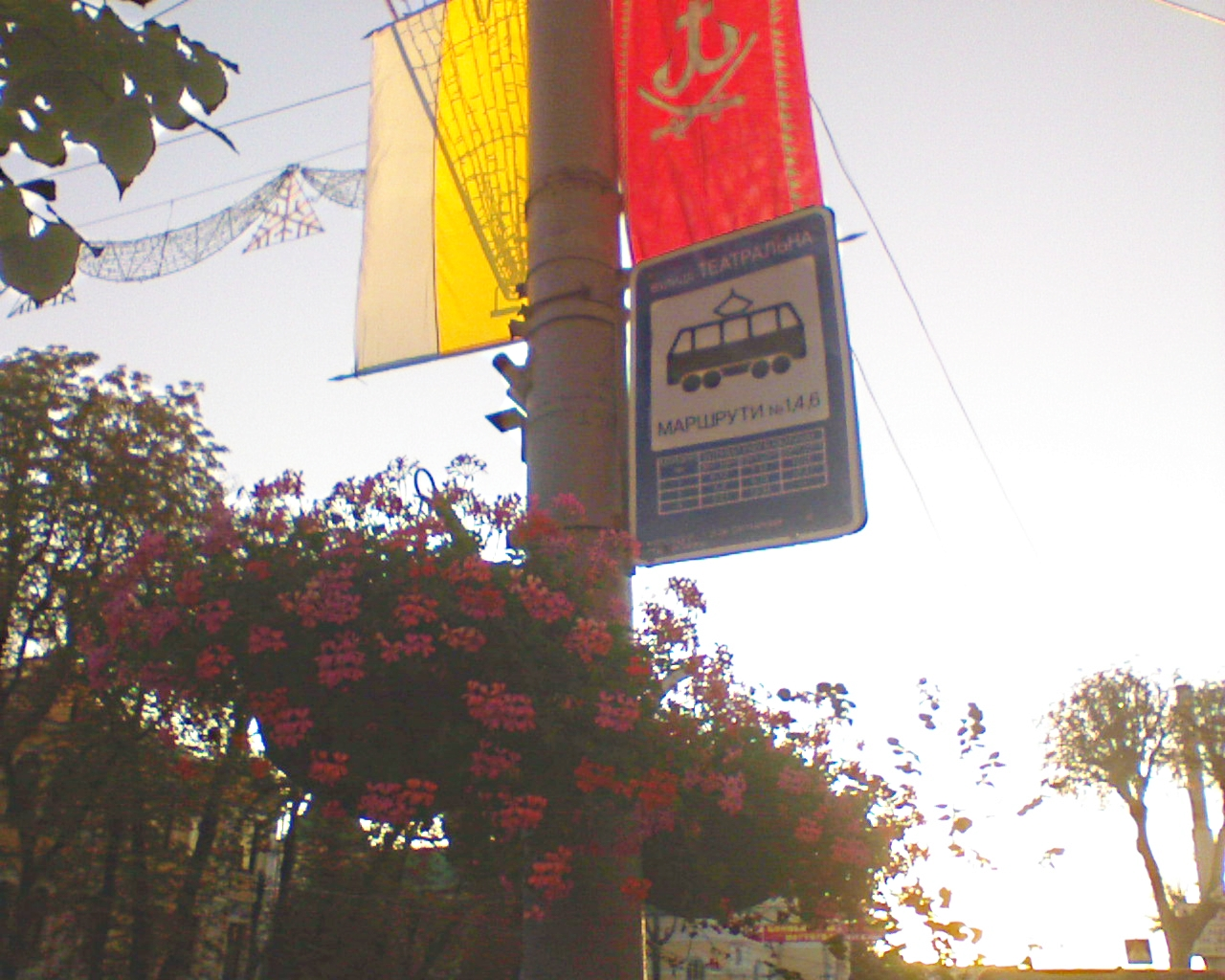
Висячі квітники у Вінниці

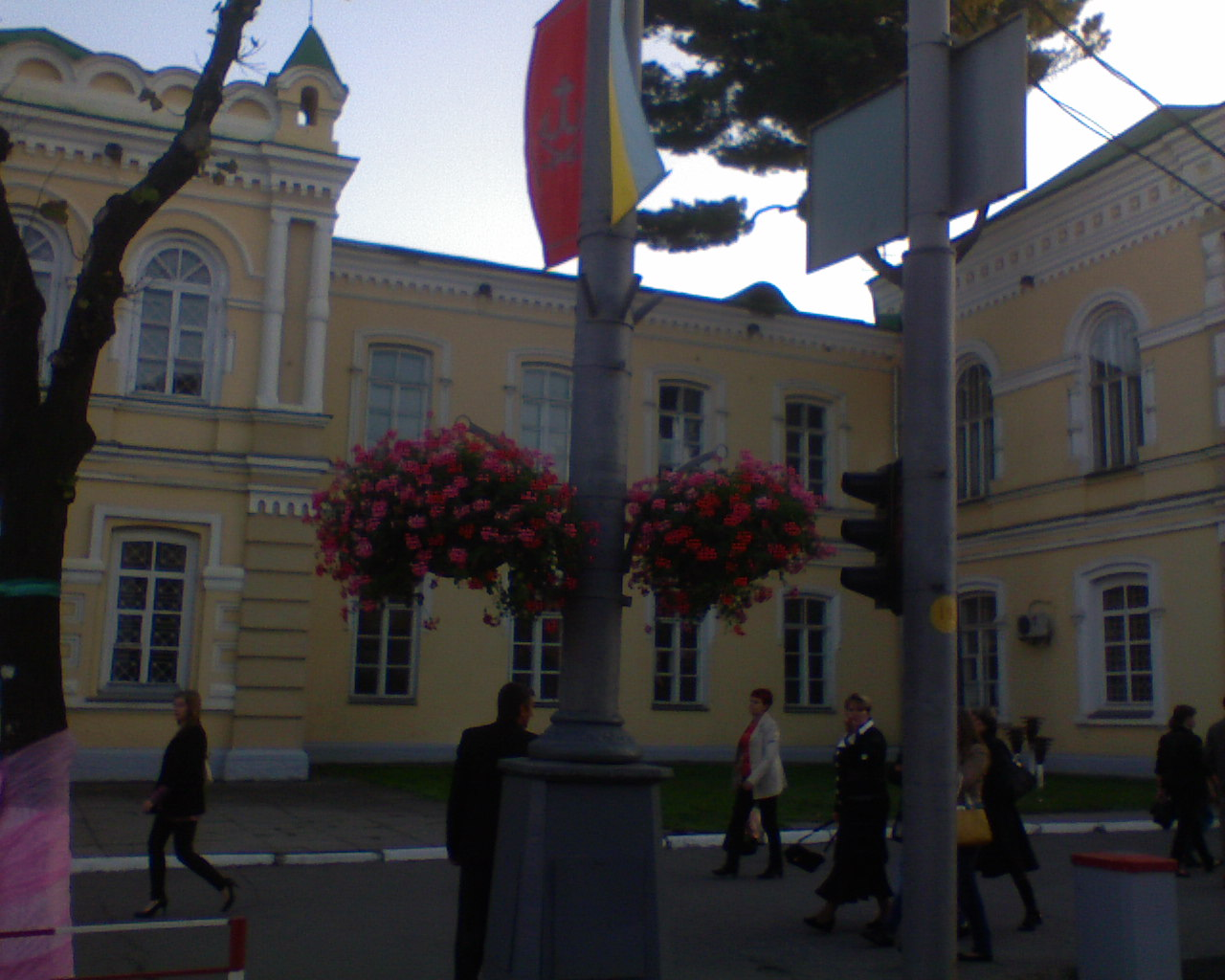

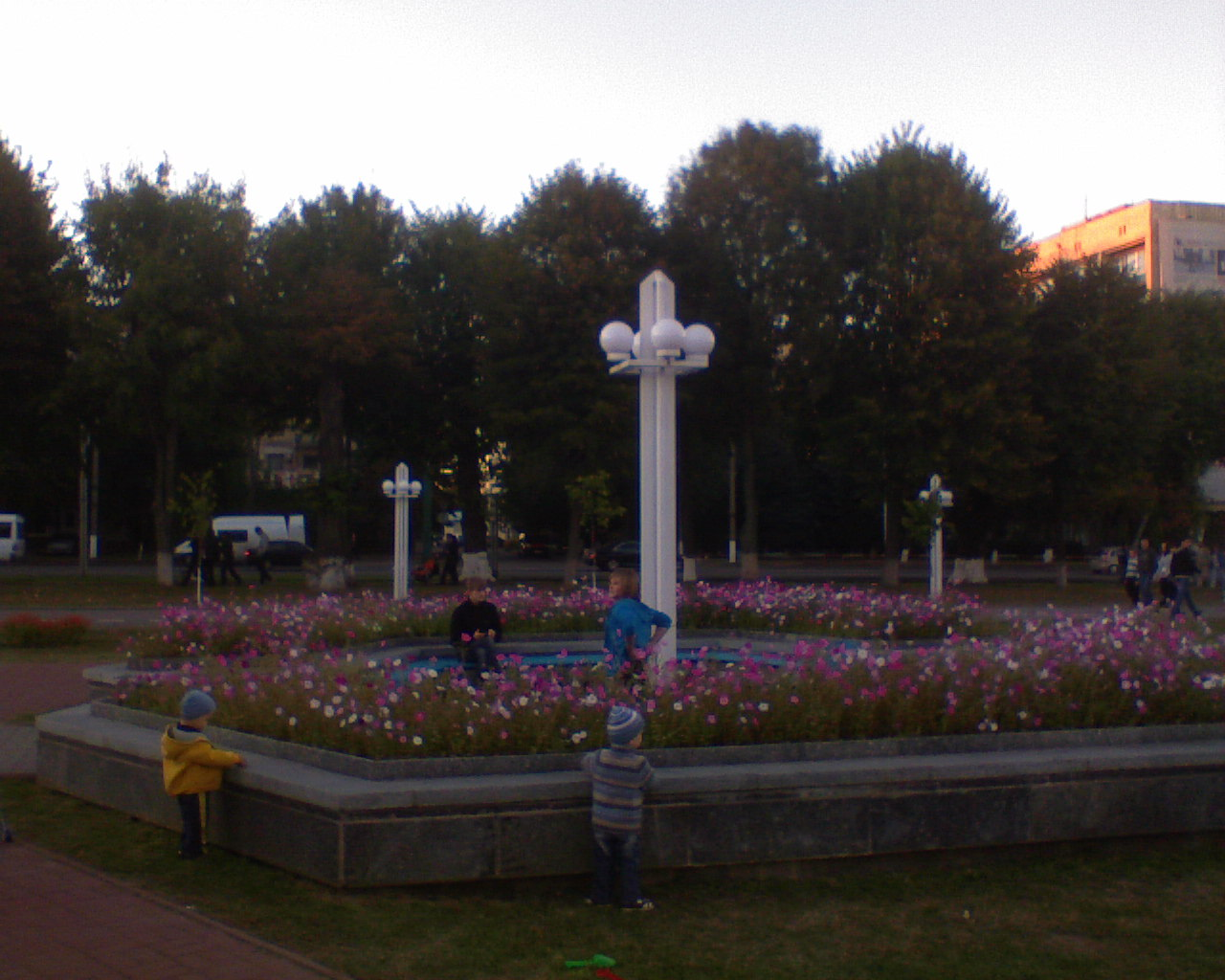

Квітники́ — частина земельної ділянки (серед газонів або окрема), на якій вирощують квіти за різноманітними композиціями, з використанням каміння (альпійські гірки), штучних водоймищ тощо.
Квітники служать для відпочинку й прикраси і залежно від конфігурації ділянки можуть бути різної форми — квадратні, овальні, округлі, прямокутні тощо. Квітник включає певні елементи: квіткові насадження різної форми, доріжки, газон. Класичним вважається співвідношення цих елементів 3:5:8.
При створенні квітника використовують різні форми квіткових насаджень: клумби, рабатки, групи, бордюри, міксбордери та одиночні посадки.

## Типи квітників

### Декоративний город
Декорати́вний горо́д — ділянка з грядками строгої форми, на яких вирощують городину і декоративні рослини. Гряди звичайно мають бордюр з стриженого самшита. Сукупність гряд створює візерунок (зазвичай симетричний). Доріжки в декоративному городі зазвичай прямі, вкриті гравієм. Вперше такого типу квітники з'явились у Франції.

### Клумба
Клу́мба (англ. clump — «група дерев, кущів») — це фігурна квіткова грядка; ділянка в формі геометричної фігури, круга, овала, квадрата, іноді прямокутника або зірчаста, в діаметрі від 0,75 до 6 м і більше. Поверхня її завжди трохи опукла з ухилом 5-10°, тобто на кожен метр довжини радіуса поверхня піднімається на 5-15 см. Влаштовують клумби на тлі газону. Одночасно вони можуть бути деталлю або центром квітника. Рослини на клумбі саджають так, щоб вони утворювали візерунок або малюнок. Для оформлення клумб використовують малі архітектурні форми.

### Рабатка
Раба́тка — квіткова грядка, що має форму смуги шириною зазичай від 0,5-1,0-1,25 м (іноді ширше), а довжина 4-8 м і більше. Різновид партера. При цьому довжина рабатки повинна бути більшою за її ширину не менше ніж утричі. Поверхня її завжди рівна, лише злегка піднесена до центру, щоб не було застою води. Якщо передбачається, що у рабатки буде односторонній огляд, то різновисокі рослини розташовують на ній «східцями», якщо ж у рабатки буде двосторонній огляд, то найвищі рослини розташовують в центрі. Рабатки з багаторічними рослинами використовують як рамку квітник, розміщують уздовж доріжок або будівель.

### Група
Група — частина квітника, що представляє невелику кількість рослин одного виду або сорту, висаджених близько один від одного. Рослин має бути не менше 3-5; іноді групу складають з декількох (2-3) видів рослин, що поєднуються по висоті, забарвленні й іншими ознаками. Група може бути висаджена на тлі газону або бути елементом квітника.

### Міксбордер
Міксбо́рдер (від англ. mix — «змішувати» та border — «межа») — витягнутий квітник, багатогрупові і багаторядні змішані посадки декоративних рослин (багаторічників, дворічників і річників) розташовані у вигляді природних груп біля стін, будинків, по краю більш високих посадок. Для міксбордерів рослини підбирають у такому асортименті, щоб вони цвіли з ранньої весни до заморозків. В міксбордері присутні як деревні рослини, так і трав'янисті. Висота рослин поступово повинна збільшуватися з боку перегляду від низьких до більш високих. По краю міксбордер облямовують бордюром. У міксбордерах, що займають частіше сонячне місце розташування, висаджують світлолюбні рослини. Якщо міксбордер з однієї сторони обмежений дорогою (доріжкою), а з другої — стіною (огорожею), то низькорослі рослини саджають вздовж дороги, а найвищі — вздовж стіни (найвищими можуть бути також ліани, що обвивають стіну); рослини в центрі мають проміжну висоту. Вважається, що ширина міксбордера не повинна, більше ніж в півтора рази, перевищувати висоту найвищої рослини. Такого типу квітники вперше з'явилися в Англії.

### Бордюр
Бордюр — частина квітника, оздоблює посадки квіткових і декоративно-листяних одно- або багаторічних рослин по контуру клумби, уздовж лінії доріжки, рабаток, газону, алей. Вони надають оформленню квітника закінченість. Бордюри влаштовують з квітучих або листяно-декоративних килимових, одно-або багаторічних низькорослих (до 20 — 30 см) рослин.

### Поодинокі посадки (солітер)
Поодиноко посаджену рослину на газоні в декоративному садівництві називають солітером. Як солітера використовують рослини, що володіють ефективними декоративними властивостями: великими гарної форми квітками, орнаментальним листям, високим стеблом або компактною будовою куща. Найчастіше для цієї мети придатні півонії, дельфініуми, диклитра, жоржини, флокс волотистий, мальва, декоративна капуста, рицина та ін.

### Палісадник
Паліса́дник (від фр. palissade — «огорожа») — обгороджена ділянка між будинком і дорогою. Зазвичай розділяється доріжкою, що веде до входу в дім, а в стильовому рішенні така ділянка залежить від архітектури будинку. Композиція палісадника часто має за основу дві домінантні рослини, що ростуть по різним сторонам доріжки, і кілька дрібних рослин, що доповнюють композицію.

### Партер
Парте́р (фр. parterre — «квітник» від par terre — «на землі»), або орнаментальний квітник — ділянка, на якій вирощують декоративні рослини, що утворюють візерунок (орнамент, арабеску). Один з найстаріших видів квітників: партери з'явились в часи Тюдорів.

### Композиція з хвойних рослин
Компози́ція з хво́йних рослин — ділянка, на якій переважають хвойні рослини. Для різноманітності до них звичайно додають листопадні кущі (особливо яскраво забарвлені) і трав'янисті рослини.

### Рокарій
Рока́рій (кам'янистий сад) — ділянка, значну частину поверхні якої займають відносно крупні камені. В рокарії вирощують низькорослі рослини: кущики (особливо з родини Вересові), рослини, що стеляться, подушковидні рослини. Використовують звичайно лише одну породу каменя. Камені викладають паралельними лініями або в природному («хаотичниму») стилі.

### Альпійська гірка
Альпі́йська гі́рка, або альпіна́рій — ділянка, на якій вирощують рослини, характерні для альпійського і субальпійського пояса, а також рослини-літофіти. Зазвичай в середині альпійської гірки встановлюють великий камінь, що символізує гірську вершину, навколо нього розміщують камені меншого розміру, між ними висаджують рослини. Іноді для альпійськіх гірок використовують не лише гірські, але й інші рослини, схожі на гірські.

### Водний квітник
Во́дний квітни́к — ділянка з водоймою. Зазвичай складається з оздобленої камінням невеликої водойми, в якій ростуть водні рослини, а також з прибережних рослин, доріжки до водойми та лави.

### Квітник в сільському стилі
Квітник в сільському стилі (квітник в стилі кантрі) — територія, схожа на природну ділянку сільської місцевості. В квітниках даного типу зазвичай присутні також національні елементи: в Англії, наприклад, подібні квітники часто розбивають на фоні цегляної стіни.

### Піднесений квітник
Піднесений квітник — елемент садового дизайну, квітник, який організується дещо вище рівня ґрунту.
Обмежений стінками або бортиками, для облаштування яких використовують різні матеріали: природний камінь (блоки з пісковику, доломіту, туфу або більш щільних порід, плитняк-пластушка), цегла, клінкер, дерев'яний брус або оциліндрованні колоди, габіонні сітки, заповнені щебенем, кам'яними блоками або керамічними елементами.

### Квітковий годинник

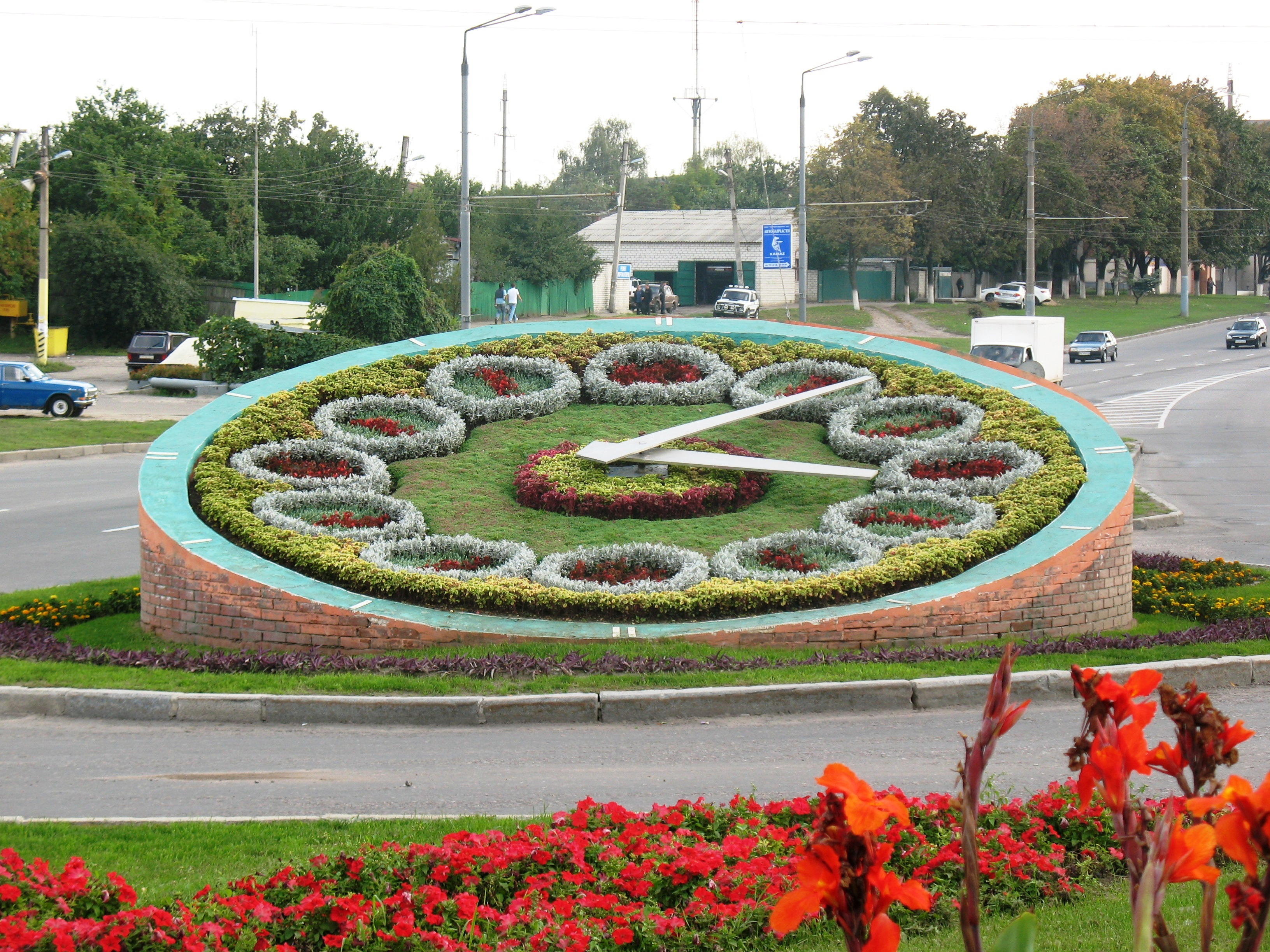
Квітковий годинник в Харкові

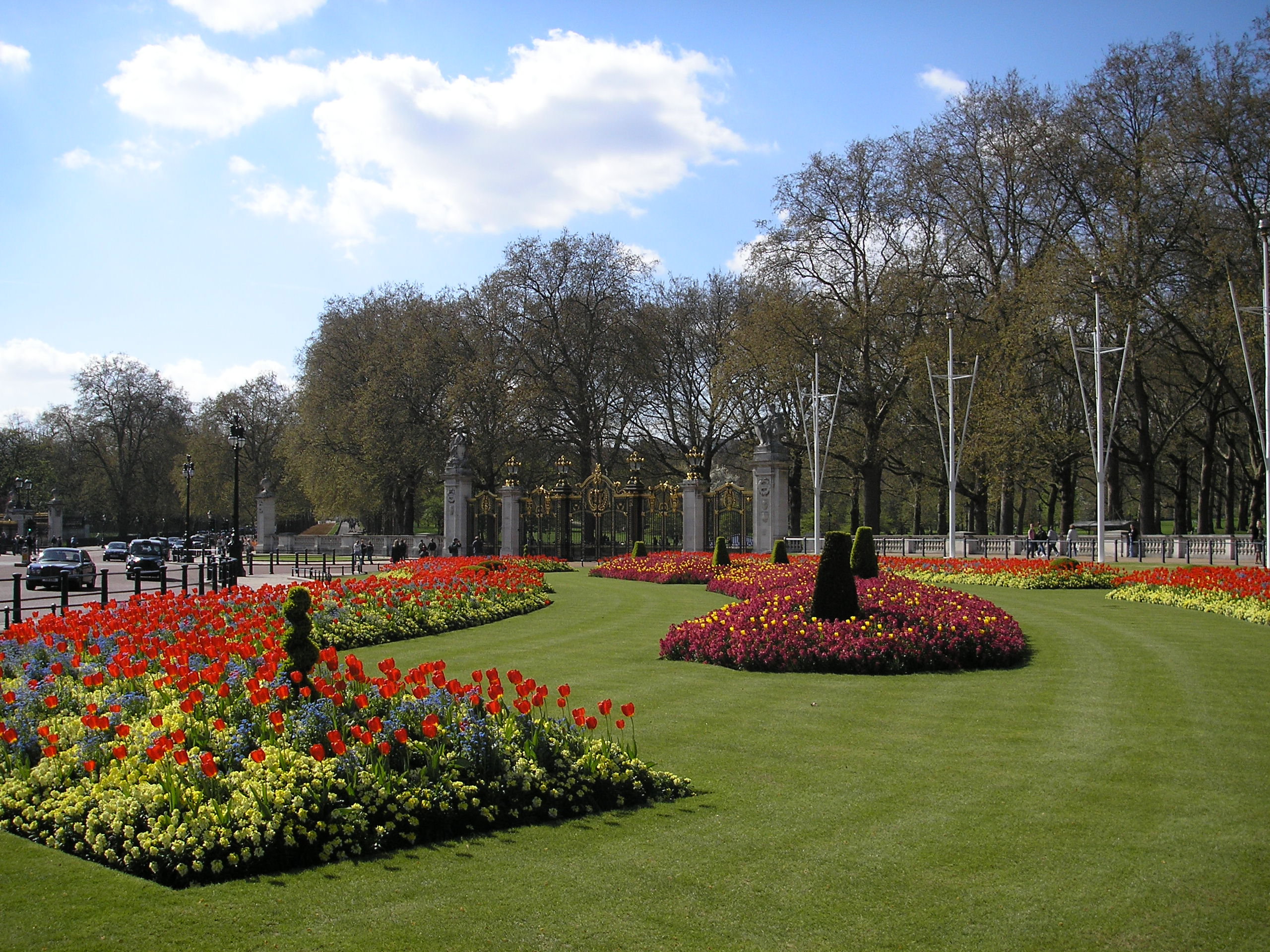
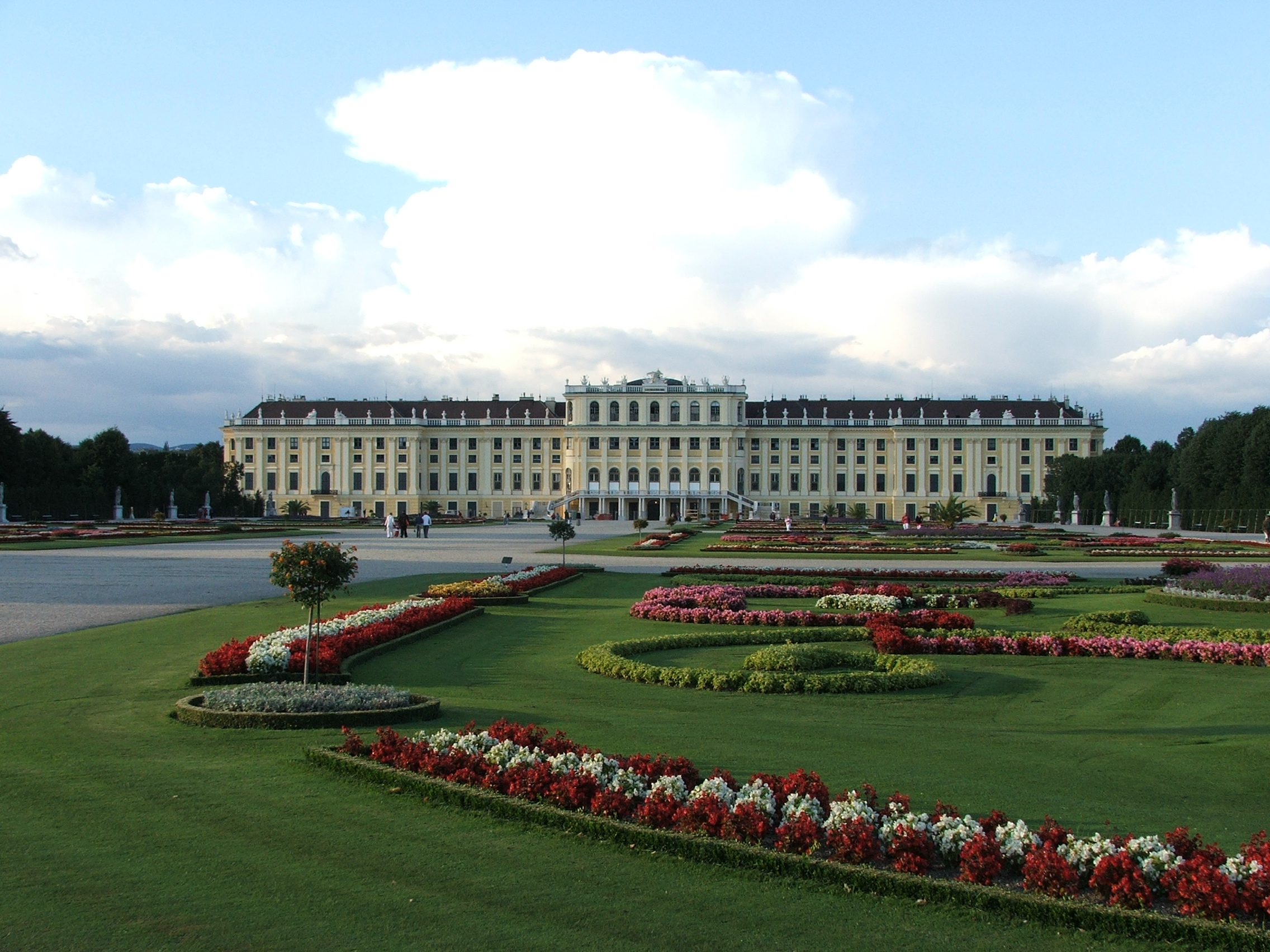
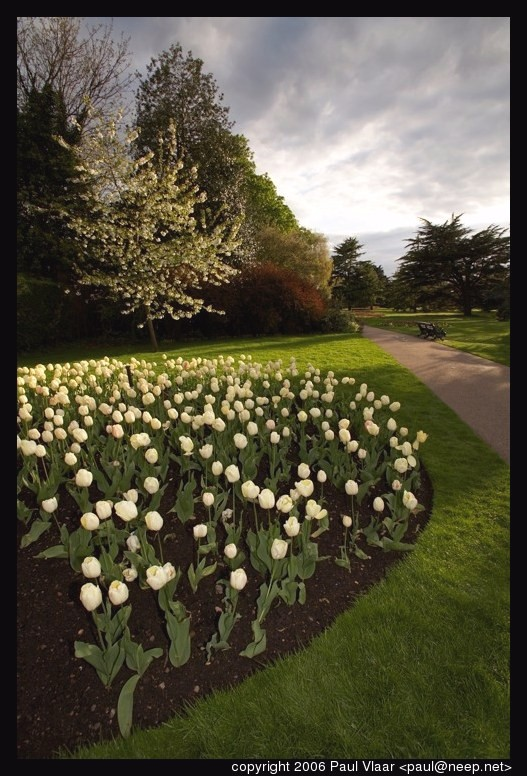
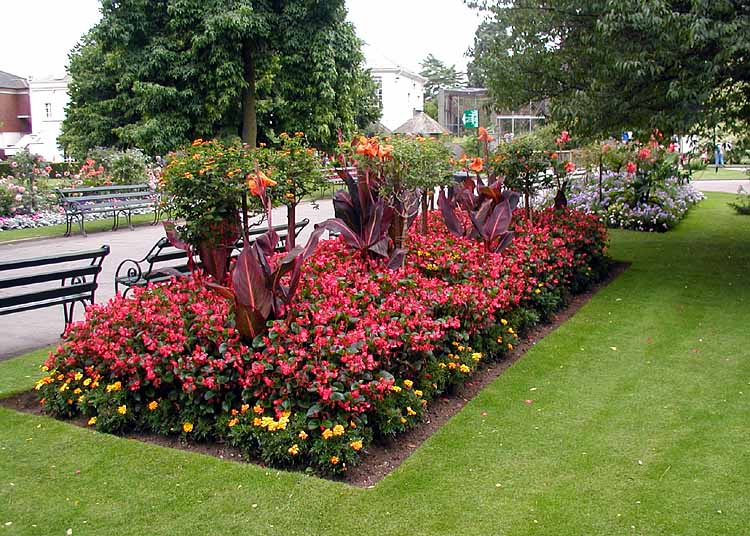

Квітковий годинник — ділянка з дуже специфічним підбором рослин, які відкривають і закривають свої квіти послідовно, кожна рослина — в свій час. Найбільші у світі квітковий годинник знаходиться в центрі Києва, на схилі вулиці Інститутської біля Майдану Незалежності.